# 告白 (アンジェラ・アキの曲)
「告白」（こくはく）は、2012年7月11日にエピックレコードジャパンから発売されたアンジェラ・アキ12枚目のシングル。規格品番はESCL-3935/6（期間生産限定盤）ESCL-3937（通常盤）。

## 解説
- 1年1か月ぶりの新曲は産休からの復帰後初作品[1][2][3]、翌週18日発売アルバム『BLUE』[1][2]先行シングル。キャッチコピーは『好きになってもいいですか?』。

### タイアップ
- 表題曲「告白」は、テレビアニメ『宇宙兄弟』のエンディングテーマに起用[1][3]。アンジェラの楽曲がテレビアニメ主題歌に使用されるのは、2006年の「This Love」以来6年ぶり。カップリングは表題曲と「宇宙」のリミックスバージョンが収録[1][3]。

### リリース
- DVD付期間生産限定盤[4]と通常盤[5]の2形態で発売。
- 期間生産限定盤はライブ映像収録DVDが同梱。更に表題曲TVサイズバージョンを収録。そしてジャケットは『宇宙兄弟』書き下ろしイラスト仕様。

## 収録曲
全曲作詞・作曲：アンジェラ・アキ
1. 告白 (4:23)
  - 編曲：アンジェラ・アキ、阿部尚徳、牧野"Q"英司
  - 読売テレビ・日本テレビ系アニメ『宇宙兄弟』エンディングテーマ（2012年7月1日 - ）[3]。
2. 告白 -石野卓球 リミックス- (6:22)
  - Remixed by：石野卓球
3. 宇宙 -80KIDZ リミックス- (4:08)
  - Remixed by：80KIDZ
4. 告白 -アニメバージョン- (1:28)※期間生産限定盤のみ収録

### DVD（期間生産限定盤のみ）
1. HOME SWEET HOME "5YEARS"〜ベストヒット&オールリクエスト〜 in 武道館 + 阿波のMY KEYS〜ピアノ弾き語りライブ in アスティとくしま〜（スペシャル・トレーラー）